# Tetrahidrofuran
Tetrahidrofuranul (notat de obicei THF și denumit și oxolan) este un compus heterociclic cu formula (CH2)4O. Este un lichid incolor, miscibil în apă cu viscozitate scăzută la temperatură și presiune standard. Compusul este heterociclic și un solvent folositor. Este utilizat ca precursor pentru polimeri. Mirosul său este asemănător cu cel al eterului dietilic, dar este un anestezic mai puțin potențial ca acesta.

## Obținere
Aproximativ 200.000 de tone de THF sunt produse anual. Cea mai utilizată metodă de sinteză la nivel industrial implică o reacție de deshidratare catalizată în mediu acid a 1,4-butandiolului, metodă similară cu cea utilizată pentru sinteza eterului dietilic din etanol. Diolul se obține în urma reacției de condensare dintre acetilenă și formaldehidă, printr-un intermediar diol cu legătură triplă (2-butin-1,4-diol), urmată de hidrogenare:
THF mai poate fi sintetizat în urma hidrogenării catalitice a furanului (analogul său nesaturat). Această metodă permite transformarea anumitor pentoze la THF prin intermediul furfuralului, care poate fi decarbonilat la furan, deși această metodă este destul de rar folosită.

## Proprietăți chimice

### Polimerizare
În prezența acizilor tari, THF suferă o reacție de polimerizare cu formarea unui polimer liniar, denumit poli(tetrametileneter) glicol (PTMEG), cunoscut și ca politetrametilen oxid (PTMO):
n C4H8O → −(CH2CH2CH2CH2O)n−
Acest polimer este majoritar utilizat pentru obținerea fibrelor elastomere de poliuretan (de exemplu, Spandex).

### Ca solvent
La nivel de laborator, THF este un solvent destul de frecvent utilizat, când nu intervine miscibilitatea sa cu apa. Prezintă un caracter bazic mai pronunțat în comparație cu eterul dietilic, formând complecși cu ionii de Li+, Mg2+ și cu boranii. Este un solvent popular pentru reacția de hidroborare și pentru compușii organometalici, precum compușii organolitici sau reactivii Grignard.

### Alte proprietăți

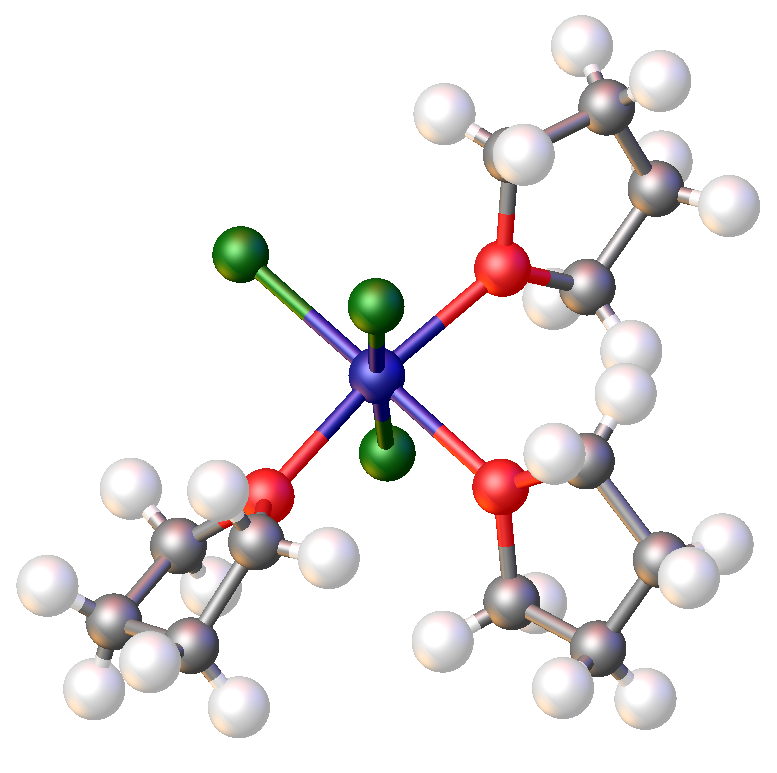
Structura complexului VCl_{3}(thf)_{3}.

THF este o bază Lewis slabă, formând diverși complecși cu halogenurile metalelor tranziționale. Complecșii tipici prezintă o stoechiometrie de tipul MCl3(THF)3. Acești compuși sunt utilizați pe post de reactivi.
În prezența unui catalizator acid solid, THF formează cu hidrogenul sulfurat formând tetrahidrotiofen (tiolan).
Prin contactul cu aerul, THF formează un peroxid organic exploziv, denumit 2-hidroperoxitetrahidrofuran:
Când este încălzit în prezența acidului clorhidric, THF este ușor deciclizat cu formarea de 4-clorobutanol și apoi de 1,4-diclorobutan:

## Vezi
- Dioxolan
- Furan
- Pirolidină
- Tiolan